# Ribosomaal eiwit

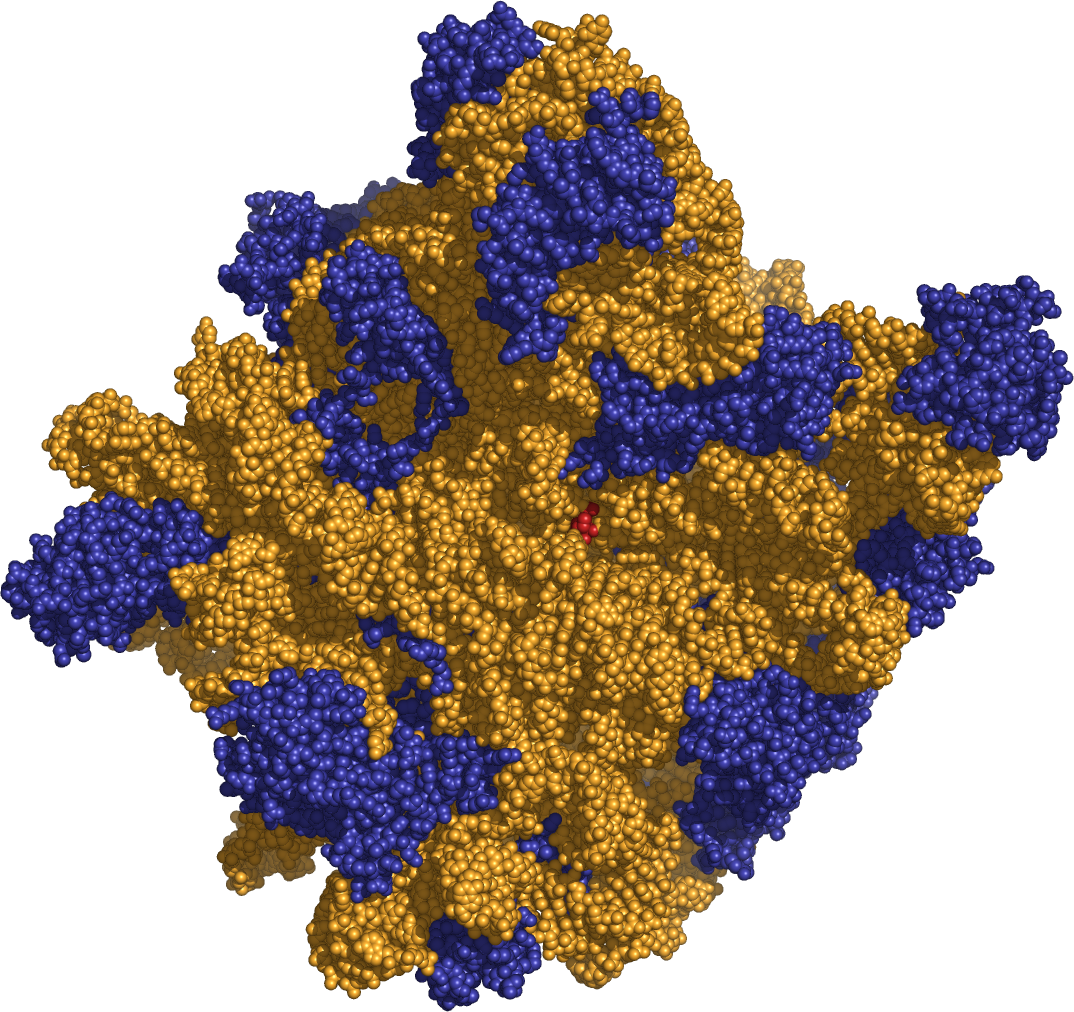
Structuur van een ribosoom, ribosomale eiwitten in blauw.

Een ribosomaal eiwit (r-eiwit of r-proteïne) is een klein eiwit dat samen met ribosomaal RNA de twee subunits van een ribosoom vormt: de ribosoomdelen. Bij de translatie omsluiten deze ribosoomdelen het messenger RNA en synthetiseren op basis ervan een eiwit. Een groot deel van de kennis over ribosomale eiwitten is afkomstig van het onderzoek naar ribosomen in de bacterie E. coli. De ribosomale eiwitten zijn uit de bacterie geïsoleerd, en aan de hand van elektronenmicroscopie, western blotting en kristallografie is de structuur in detail achterhaald. De ribosomen in prokaryoten bestaan voor ongeveer 35% uit ribosomale eiwitten, en in eukaryoten voor ongeveer 50%.
Ribosomale eiwitten komen vooral voor aan de buitenkant van het ribosoom. Ze dragen waarschijnlijk niet direct bij aan het katalyse van het verbinden van aminozuren, maar ze zorgen voor stabilisering van de correcte structuur die nodig is voor het katalytische vermogen van de rRNA-ketens. De ribosomale eiwitten vangen ook de vormveranderingen op van de rRNA-ketens die optreden tijdens translatie.